# José Arce

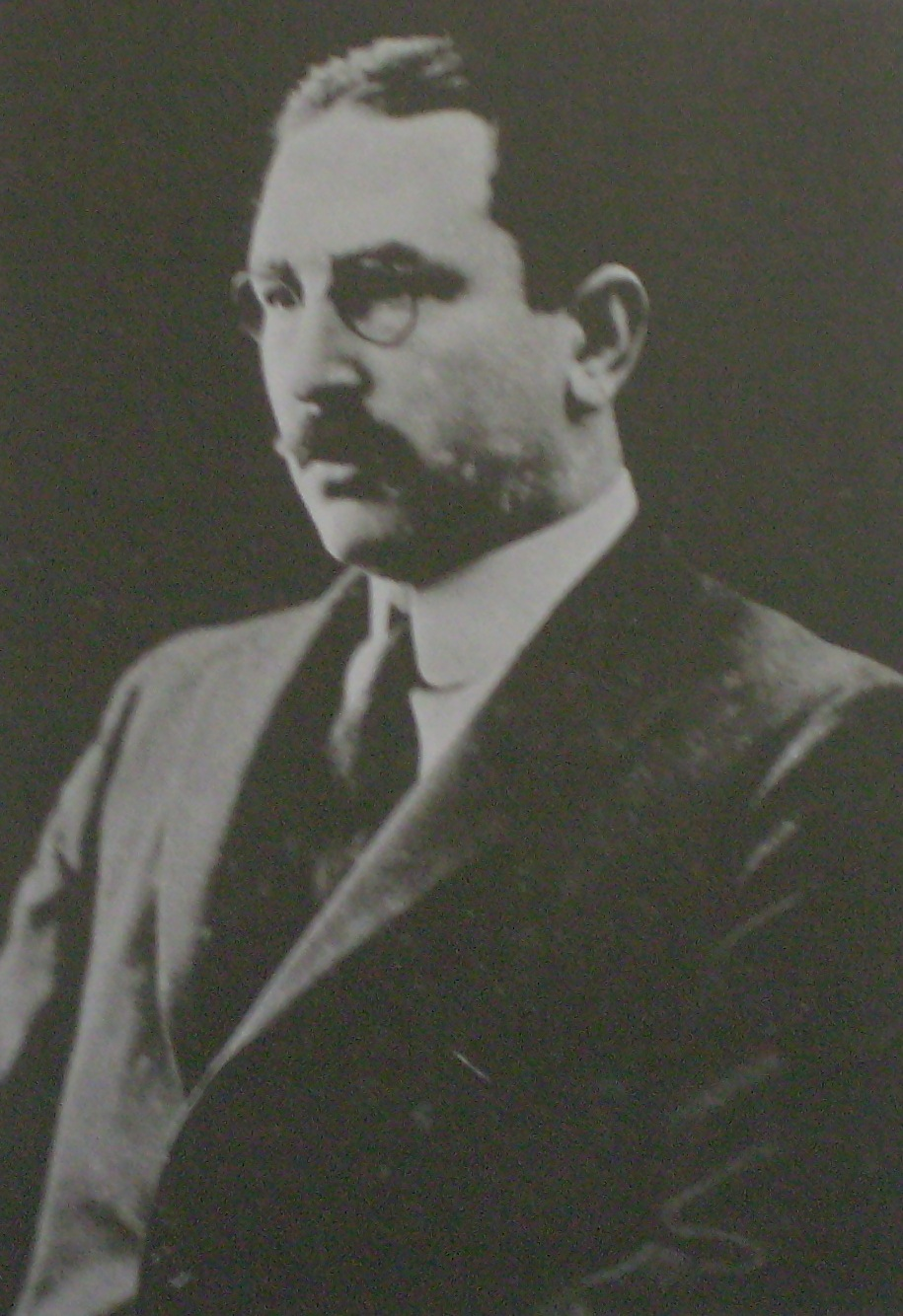
José Arce

José Arce (* 15. Oktober 1881 in Lobería; † 28. Juli 1968) war ein argentinischer Diplomat, Arzt und Professor für Chirurgie.

## Leben
Arce schloss sein Medizinstudium 21-jährig erfolgreich ab. Von 1913 bis 1920, von 1924 bis 1928 und von 1934 bis 1938 war er Abgeordneter im argentinischen Nationalkongress. 1918 wurde er Direktor der chirurgischen Abteilung und 1922 Präsident der Universidad de Buenos Aires. Er machte sich sehr verdient um den Ausbau der Medizinerausbildung in Argentinien. Bis 1941 leitete er das Institut für Thoraxchirurgie. Danach zog er sich aus der medizinischen Lehre zurück.
Arce war Botschafter Argentiniens in China und von 1946 bis 1950 bei den neu gegründeten Vereinten Nationen. Während dieser Zeit vertrat er Argentinien 1948/1949 im Weltsicherheitsrat und leitete als Präsident der UN-Generalversammlung die zweite Sondertagung über die Palästinakrise im Jahr 1948.
| Personendaten    | Personendaten                    |
| ---------------- | -------------------------------- |
| NAME             | Arce, José                       |
| KURZBESCHREIBUNG | argentinischer Diplomat und Arzt |
| GEBURTSDATUM     | 15. Oktober 1881                 |
| GEBURTSORT       | Lobería                          |
| STERBEDATUM      | 28. Juli 1968                    |